# Eugenia standleyi
Eugenia standleyi är en myrtenväxtart som beskrevs av Mcvaugh. Eugenia standleyi ingår i släktet Eugenia och familjen myrtenväxter. Inga underarter finns listade i Catalogue of Life.